# Алтвилер
Алтвилер (фр. Altwiller) насеље је и општина у источној Француској у региону Алзас, у департману Доња Рајна која припада префектури Саверн.
По подацима из 2011. године у општини је живело 418 становника, а густина насељености је износила 25,77 становника/km². Општина се простире на површини од 16,22 km². Налази се на средњој надморској висини од 220 метара (максималној 266 m, а минималној 215 m).

## Демографија
| 1962. | 1968. | 1975. | 1982. | 1990. | 1999. | 2011. |
| ----- | ----- | ----- | ----- | ----- | ----- | ----- |
| 474   | 456   | 416   | 414   | 415   | 399   | 418   |

График промене броја становника у току последњих година